# Gottfried von Straßburg
Œuvres principales
- « Tristan »

Gottfried von Straßburg ou Godefroi de Strasbourg (né à Strasbourg vers 1180 – vers 1215) est l’un des poètes allemands du Moyen Âge les plus renommés. 

## Biographie
Les dates de sa naissance et de sa mort sont inconnues, mais il est le contemporain de Walther von der Vogelweide, de Hartmann von Aue et de Wolfram von Eschenbach, et postérieur à Reinmar de Haguenau dont il pleure la mort. Son épique Tristan (de) est écrit autour de l'année 1210. 
L'histoire de Tristan a évolué depuis ses origines celtiques (Tristan et Iseut) propagées par les trouvères français du XIIe siècle, et a déjà réussi à pénétrer en Allemagne avant la fin du siècle, dans la version brute d'Eilhart von Oberg. Le Tristan est l’œuvre la plus importante de Gottfried. Elle reste fragmentaire, mais constitue une version de référence du sujet. Le fragment comporte près de 20 000 vers ; l’œuvre complète aurait probablement dû avoir environ 30 000 vers.

## Iconographie
Gottfried de Strasbourg figure en médaillon sur la façade de la Bibliothèque nationale et universitaire de Strasbourg (BNUS), construite par les Allemands à la fin du XIXe siècle.

## Pour approfondir